# توئویاما کاگه‌تو
توئویاما کاگه‌تو (به ژاپنی: 遠山景任 とおやま かげとう)؛ (تولد نامشخص – مرگ ۲۱ سپتامبر ۱۵۷۲)، یک سامورایی در دوره سنگوکو و رهبر خاندان ایوامورا توئویاما (شاخه‌ای از خاندان توئویاما) و ارباب قلعه ایوامورا بود. همسر او اوتسویا نو کاتا‏ عمه اودا نوبوناگا بود.